# Ormyromorpha ciliata
Ormyromorpha ciliata är en stekelart som beskrevs av Girault 1925. Ormyromorpha ciliata ingår i släktet Ormyromorpha och familjen puppglanssteklar. Inga underarter finns listade i Catalogue of Life.